# Mina de ouro perdida de Dutchman

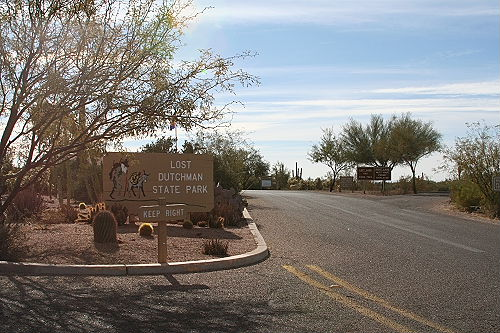
Entrada para o Parque Estadual Lost Dutchman

A Mina de ouro perdida de Dutchman (também conhecida por muitos outros nomes similares) é de acordo com o relato uma mina de ouro bastante rica escondida nas Montanhas supersticiosas, perto da cidade de Apache Junction, leste de Phoenix, Arizona nos Estados Unidos. A terra é designada área de preservação ambiental, e a mineração é agora proibida no local.